# Липница (Врачанская область)
Липница (болг. Липница) — село в Болгарии. Находится в Врачанской области, входит в общину Мизия. Население составляет 694 человека.

## Политическая ситуация
В местном кметстве Липница, в состав которого входит Липница, должность кмета (старосты) исполняет Румен Христов Шопов (независимый) по результатам выборов правления кметства.
Кмет (мэр) общины Мизия — Виолин Иванов Крушовенски (Национальное движение «Симеон Второй» (НДСВ)) по результатам выборов в правление общины.